# Braulio Salazar
Braulio José Salazar Sánchez (Valencia, Carabobo, 23 de diciembre de 1917 - Valencia, 26 de diciembre de 2008) fue un artista plástico y docente venezolano. Entusiasta de su ciudad natal, llegó a declarar que: «He tratado, en mi obra, de universalizar a mi ciudad, a Valencia; primero con su río Cabriales y después con sus personajes y su paisaje que me es tan afecto y tan querido». En 1976 obtuvo el Premio Nacional de Artes Plásticas y en 1985, la Galería de Arte Nacional de Venezuela presentó una antología de sus obras. 

## Biografía

### Primeros años y formación artística
Hijo de Braulio Antonio Salazar y de María Matilde Sánchez, ambos nativos de Valencia, fue el mayor de cinco hermanos. Le siguen en el mismo orden: Vicenta Matilde, José Ramón, Josefina Esperanza e Ignacio Rafael. En 1928 inició estudios de dibujo y pintura con Enma Silveira y organizó su primera exposición en la botillería La Tropical en 1935. Como padecía de hemotitis, los médicos le prohibieron pintar con químicos. Esto lo motivó a crear sus propios colores con vegetales, tierras, onoto y otras substancias naturales. También realizó frecuentes viajes a Caracas, donde recibe orientación de Antonio Edmundo Monsanto, Rafael Monasterios y Rafael Ramón González, además de estudiar a los maestros venezolanos del siglo XIX. Después de su primera exposición, envió la obra La vela del alma al I Salón Oficial de Arte Venezolano y el jurado la rechazó por no estar acorde con el resto de las obras admitidas. 
Para 1937 asistía informalmente a los cursos de Monsanto y Pedro Ángel González, en la Escuela de Artes Plásticas de Caracas. En 1945 fundó en Valencia el Taller de Dibujo y Pintura del Rotary Club, el cual se convirtió, a partir de 1948, en la actual Escuela de Artes Plásticas Arturo Michelena. La dirigió hasta su jubilación en 1970. 
Salazar fue profesor de educación artística en el Liceo Pedro Gual, en la Escuela Simón Rodríguez y jefe del taller de arte del Departamento de Humanidades de la Facultad de Ingeniería en la Universidad de Carabobo. En 1947 viaja a México becado por la Gobernación del Estado Carabobo para estudiar pintura mural; frecuenta la Academia de San Carlos y visita el estudio de Diego Rivera, así como los talleres de Galván, Siqueiros y José Bardasano, con quienes aprendió la técnica de la pintura al fresco, al duco y la encáustica. Durante su estadía en México se interesa por la pintura cubista y asimila los procesos de síntesis de la forma de esta tendencia. Al año siguiente visitó los Estados Unidos. 
En 1948 recibió el Premio Arturo Michelena, con la obra figurativa Manantial, cuya beca, le permitió viajar a Europa. En París tiene contacto con los artistas que luego formarán el grupo Los disidentes, rechazando sus tendencias abstractas.

### Consolidación y exposiciones
Salazar regresa a Venezuela en 1949 y retoma sus actividades docentes en Valencia. En 1953 es invitado por el arquitecto Carlos Raúl Villanueva para realizar un vitral en la Escuela de Enfermeras de la Ciudad Universitaria de Caracas, su única obra de contenido abstracto-simbólico. 
Entre 1953 y 1964 realizó cinco murales para diversos edificios de Valencia. En 1956 gana por segunda vez el Premio Arturo Michelena con la obra Constructor de Sueños; este galardón lo obtendrá nuevamente en 1963 con Recogedoras de Chamizas.  
A partir de 1959 su preocupación por el realismo simbólico pasa a un segundo plano al aumentar su interés por el color y el dinamismo de la pincelada. Esta nueva inquietud plástica, sumada a su preocupación por la figura humana, lo encamina en la década de los sesenta a tratar el tema de la figura en el paisaje. En 1960 es elegido presidente de la Primera Convención de Directores de las Escuelas de Artes Plásticas de Venezuela y en 1967, nombrado jefe del Taller de Plástica del Departamento de Humanidades de la Facultad de Ingeniería en la Universidad de Carabobo. 
En 1981 viajó nuevamente a París por invitación de la Embajada de Venezuela en Francia, allí exhibió algunos de sus paisajes y figuras. Durante su estadía aprovecha para visitar museos y exposiciones. Al año siguiente realizó un mural-vitral para el Museo de Arte La Rinconada (en la actualidad Museo Alejandro Otero) y en 1989 el mural-vitral Raíces para la Plaza Bicentenaria del Palacio de Miraflores, ambos en Caracas. 
El 26 de septiembre de 1980 aparece en circulación la «Estampilla Naciones Unidas», como parte del premio que la Unicef entregó al artista por la obra Ritmos maternales. En ese mismo año se inauguró la sala de exposiciones de la Universidad de Carabobo que lleva su nombre. En 1985 Armitano Ediores publicó un libro acerca de su carrera artística, escrito por el poeta y crítico de arte Juan Calzadilla.
Para 1986 presenta en Valencia su exposición Obras Recientes con motivo del XXVIII Aniversario de la reapertura de la Universidad de Carabobo. Al año siguiente el Museo de la Cultura Braulio Salazar le rinde homenaje con la exposición Personajes y viviencias en la plástica de Braulio Salazar, con motivo de la celebración de los 432 años de la fundación de Valencia.
Al comenzar la década de los noventa, presentó Obras Recientes en la Galería de Arte Ascaso de Valencia. En 1992 la Universidad de Carabobo le confirió su máximo reconicimiento, el doctorado honoris causa.

### Última década
En 1997 se inaugura la exposición 13 artistas – Homenaje al Maestro en sus 80 años en la Galería Universitaria Braulio Salazar de la Universidad de Carabobo. Participaron: Oswaldo Vigas, Luis Guevara Moreno, Ramón Vásquez Brito, Mauro Mejíaz, Armando Pérez, Rafael Pérez, Rafael Martínez, Alirio Palacios, Wladimir Zabaleta, Felipe Herrera, Carlos Zerpa, Alexis Mujica y Francisco Bugallo. En 2006 la Universidad de Carabobo, a través de su galería universitaria, rinde homenaje al artista con la exposición Braulio, el constructor de sueños. 
Los últimos diez años de su vida padeció de alzheimer y se cobijó en su familia. Falleció el 26 de diciembre de 2008, recién cumplidos los 91 años.

## Legado
Braulio Salazar dejó muchos trabajos muralistas en Valencia además de las historia bohemia de toda su vida. 
- En 1945 fundó en Valencia el Taller de Dibujo y Pintura del Rotary Club, el cual se convirtió, a partir de 1948, en la actual Escuela de Artes Plásticas Arturo Michelena.
- Salazar es el fundador de la Escuela Arturo Michelena de Valencia, de la Escuela  Armando Reverón de Barcelona, Anzoátegui y de la Escuela Rafael Monasterio en Maracay. Participó en exposiciones colectivas en Cuba, México, Estados Unidos, Francia, Colombia y Venezuela.
- Mural Plaza Sucre, 1953.
- Mural "Las Guacamayas", año 1954.
- Mural desaparecido del antiguo Banco Carabobo(Banco Unión).
- Murales del lobby del antiguo Hotel Carabobo.
- Mural  de la fachada del edificio de la cámara de comercio de Valencia marzo 1964.
- Mural Raíces para la Plaza Bicentenaria del Palacio de Miraflores, Caracas 1989.

La Galería de Arte Nacional adquirió tres óleos sobre tela de Salazar: Paisaje (1967); Motivación N° 1 (1968) y Entre Breñas (1976).
Edgar González realizó en 1990 un corto documental sobre la obra de Salazar: Constructores de Sueños.

## Exposiciones individuales
- 1935: Óleo, Dibujos y Pasteles, Botillería La Tropical, Valencia, estado Carabobo.
- 1937: Ateneo de Valencia, estado Carabobo.
- 1938: Ateneo de Valencia, estado Carabobo.
  - Ateneo de Caracas.
- 1939: Ateneo de Valencia, estado Carabobo.
- 1940: Ateneo de Valencia, estado Carabobo.
- 1942: Ateneo de Valencia, estado Carabobo.
- 1943: Ateneo de Valencia, estado Carabobo.
- 1945: Ateneo de Valencia, estado Carabobo.
- 1963: Ateneo de Valencia, estado Carabobo.
- 1964: CEPRO-Aragua, Maracay, estado Aragua.
- 1965: Ateneo de Valencia, estado Carabobo.
- 1966: Universidad de Los Andes, Mérida, estado Mérida. Galería Mendoza, Caracas.
- 1967: Universidad de Los Andes, Mérida, estado Mérida.
- 1970: Galería Li, Caracas. Galería Bon Art, Valencia, estado Carabobo.
- 1971: Galería Li, Caracas. Galería S, Valencia, estado Carabobo.
- 1975: Pro-Venezuela, Caracas.
- 1976: Sala de Exposiciones, Universidad de Carabobo, Valencia, estado Carabobo.
- 1979: Galería UCO, Barquisimeto, Edo. Lara. Ateneo de Valencia, estado Carabobo.
- 1980: Sala de Exposiciones de la Universidad de Carabobo, Valencia, estado Carabobo.
- 1984: Obras Recientes, Taller Estudio Braulio Salazar, Valencia, estado Carabobo.
- 1985: Exposición Antológica, Galería de Arte Nacional, Caracas.
- 1986: Galería Braulio Salazar, Universidad de Carabobo, Valencia, estado Carabobo. Galería Municipal de Arte, Maracay, Edo. Aragua.
- 1987: Personajes y Vivencias en la Plástica de Braulio Salazar, Museo de la Cultura Braulio Salazar, Valencia, estado Carabobo. AVAP, Valencia, Edo. Carabobo. Galería Mundo del Arte, Maracaibo, estado Zulia.
- 1988: Galería Gala, Valencia, estado Carabobo.
- 1989: Galería MTD, Caracas.
- 1990: Obras Recientes, Galería de Arte Ascaso, Valencia, estado Carabobo.
- 2000: Galería Tokio, Japón.

## Reconocimientos

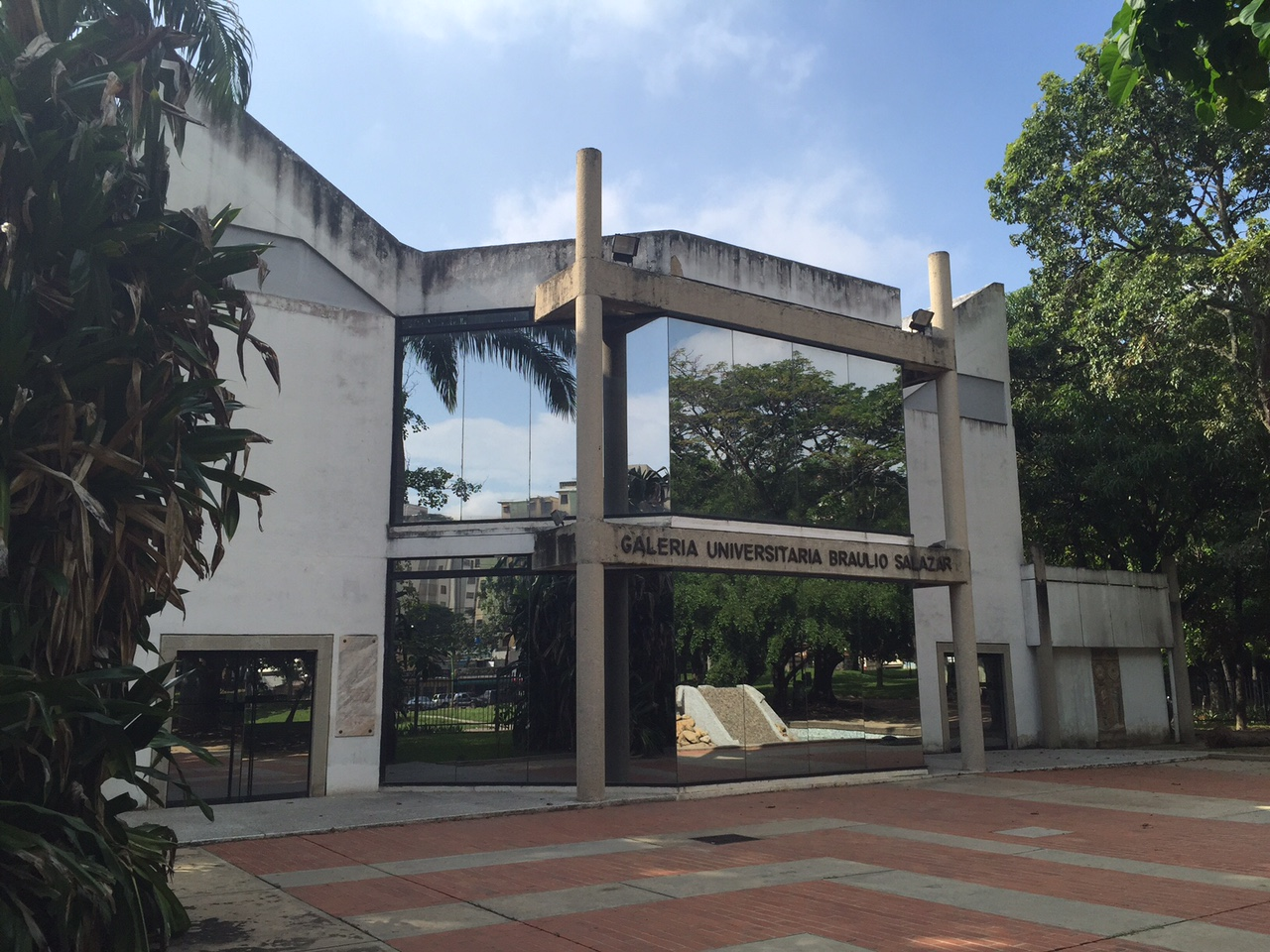
Galería Universitaria Braulio Salazar

- 1943: Premio Andrés Pérez Mujica, I Salón de Artes Plásticas Arturo Michelena, Valencia.
- 1947: Premio Emilio Boggio, V Salón de Artes Plásticas Arturo Michelena, Valencia.
- 1948: Premio Arturo Michelena, VI Salón de Artes Plásticas Arturo Michelena, Valencia.
- 1950: Premio Andrés Pérez Mujica, VIII Salón de Artes Plásticas Arturo Michelena, Valencia.
- 1951: Premio Club de Leones, IX Salón de Artes Plásticas Arturo Michelena, Valencia.
- 1955: Premio Consejo Municipal del Distrito Torres, Salón Oficial de Arte Julio T. Arze, Barquisimeto, Edo. Lara.
- 1955: Premio Andrés Pérez Mujica XIII Salón de Artes Plásticas Arturo Michelena, Valencia. Mención honorífica, Exposición Internacional de Pintura, Valencia, estado Carabobo.
- 1956: Premio Arturo Michelena, XIV Salón de Artes Plásticas Arturo Michelena, Valencia.
- 1959: Premio Andrés Pérez Mujica, XVII Salón de Artes Plásticas Arturo Michelena, Valencia.
- 1963: Premio Arturo Michelena, XXI Salón de Artes Plásticas Arturo Michelena, Valencia. Medalla de honor XXI, Salón de Artes Plásticas Arturo Michelena, Valencia, Edo. Carabobo.
- 1965: Premio Arístides Rojas, XXVI Salón Oficial Anual de Arte Venezolano, Ministerio de Educación, Caracas.
- 1973: Orden Miguel José Sanz, Valencia.
- 1976: Premio Nacional de Artes Plásticas, Caracas.

## Colecciones
- Ateneo de Valencia, estado Carabobo.
- Concejo Municipal de Valencia, estado Carabobo.
- Fundación Galería de Arte Nacional, Caracas.
- Museo de Arte Contemporáneo, Bogotá.
- Museo de Arte Moderno de Mérida, estado Mérida.
- Museo de Arte Moderno Jesús Soto, estado Bolívar.
- Residencia Presidencial La Casona, Caracas.
- Universidad Central de Venezuela, Caracas.

## Galería

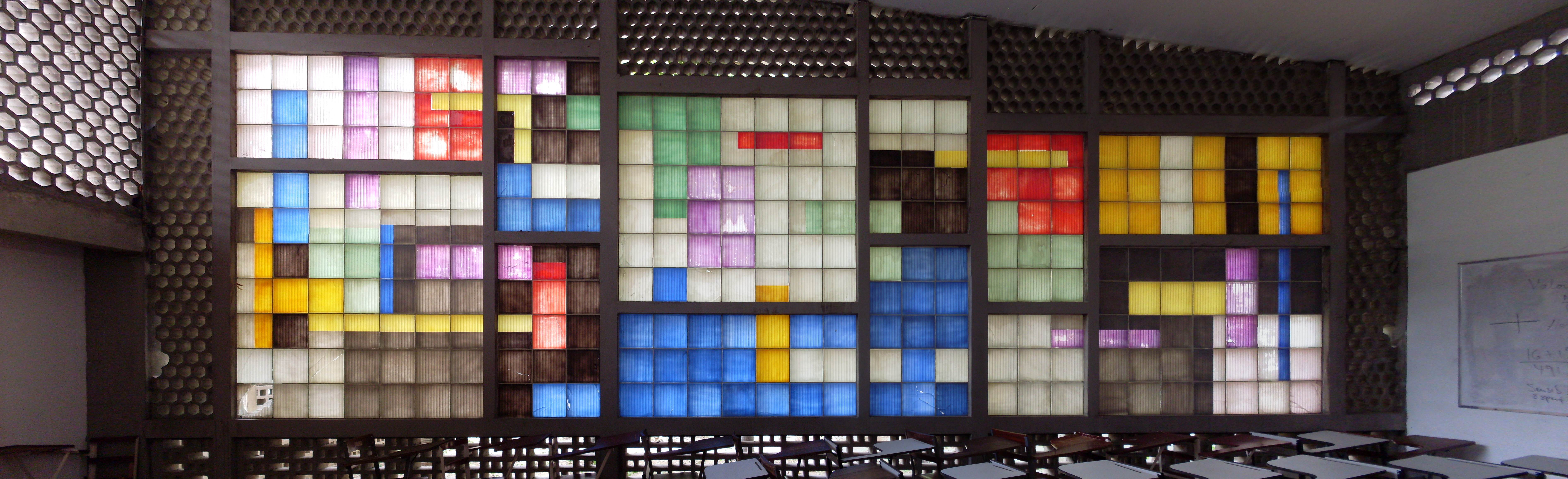
Vitral de José Braulio Salazar. Título: Sin título Año: 1956. Ubicación: Aula García Maldonado de la Escuela de Medicina Luis Razetti. Era el antiguo auditorio de la Escuela de Enfermería. Está detrás del edificio de Odontología.